# إدوارد دو
إدوارد دو (بالإنجليزية: Edward Dow)‏ هو مهندس معماري أمريكي، ولد في 1820 في ليمينغتون في الولايات المتحدة، وتوفي في 1894 في كونكورد في الولايات المتحدة.